# 第3回ゴールデングローブ賞
第3回ゴールデングローブ賞

1946年3月30日
作品賞: 

失われた週末
第3回ゴールデングローブ賞（だい3かいゴールデングローブしょう）は、1945年の映画を対象としており、1946年3月6日に発表され、3月30日にカリフォルニア州ロサンゼルスのハリウッドニッカーボッカー・クラブで授賞式が行われた。
作品賞は『失われた週末』が受賞した。

## 受賞
- 男優賞
  - レイ・ミランド - 『失われた週末』

- 女優賞:
  - イングリッド・バーグマン - 『聖メリーの鐘』

- 監督賞:
  - ビリー・ワイルダー - 『失われた週末』

- Best Film for Promoting International Understanding:
  - The House I Live In

- 作品賞:
  - 『失われた週末』

- 助演男優賞:
  - J・キャロル・ネイシュ - 『ベニイの勲章』

- 助演女優賞
  - アンジェラ・ランズベリー - 『ドリアン・グレイの肖像』